# Fernando Costilla
Fernando Costilla (1971) es escritor y guionista, autor de la novela Eliminados. Además, es locutor de radio y televisión español, así como actor de doblaje y humorista. Es conocido por su trabajo como comentarista en la versión de Cuatro del programa Humor Amarillo y en las emisiones de la WWE en España. También es colaborador del diario satírico El Mundo Today.
Junto a sus trabajos como locutor, Costilla ha colaborado en producciones cinematográficas, obrando como guionista en el corto Confluencias -ganador del Premio Goya al mejor cortometraje documental en 1998- y como director y actor de voz para Animales de Compañía (Mascotas).

## Carrera
Costilla trabajó en programas de Telecinco, como El Informal y Pecado Original. En este programa conoció a Paco Bravo, con quien hizo más adelante un segundo doblaje del programa Humor Amarillo para la cadena Cuatro. El programa ya era conocido por su anterior recorrido en España de mano de Telecinco con Juan Herrera y Miguel Ángel Coll en los años 90, pero con Costilla y Bravo alcanzó nuevas cotas de popularidad y se volvió tan icónico de la década de los 2000 como había sido su anterior versión para su propia época.
Más tarde trabajó, también en Cuatro, como comentarista del show de lucha libre profesional Pressing Catch junto con Héctor del Mar, veterano también del mismo programa en Telecinco. En algunos momentos, Fernando sería sustituido al micro por el actor de doblaje Juan Navarro Torelló (hasta entonces relacionado con la distribuidora española de anime Arait Multimedia), el cual se encargó de reemplazar a Del Mar cuando era éste quien no estaba disponible. La emisión de Pressing Catch en Cuatro duró hasta 2010, año en que fue cancelada. Hacia esta fecha, Costilla y del Mar publicaron el libro Más Pressing Catch que nunca sobre anécdotas y leyendas de la lucha libre estadounidense.
En verano de 2010, Costilla y Del Mar comentaron también Slamball, junto con la actriz de doblaje Gema Carballedo. El mismo año, Costilla se reunió con Paco Bravo en Grand Prix Xpress, formato que recogía y rememoraba las mejores anécdotas y vivencias de los pueblos participantes del famoso Grand Prix.
En septiembre de 2010, Costilla y su antiguo colega Héctor del Mar volvieron a trabajar con la WWE para el programa Wrestling en Marca TV y prosiguieron con sus antiguos roles hasta el cierre del canal en 2013. Simultáneamente, comentó también junto a Paco Bravo Los vídeos caseros más divertidos de América en Disney Channel. 
A partir de noviembre de 2014, Costilla volvió a retransmitir los combates de Wrestling junto a su inseparable Del Mar, esta vez en Neox. Al año siguiente, Fernando y Héctor tomaron parte en la edición de Raw celebrada en Londres, radiando desde una mesa de comentaristas oficial al lado del cuadrilátero y entrevistando personalmente a luchadores en los segmentos del programa. En la nueva etapa de WWE en España en 2025 no fue llamado a formar parte del proyecto, debido a la baja calidad de sus comentarios en etapas anteriores. 
Costilla es conocido por su estilo de humor absurdo, basado en chistes coloquiales y locuciones vivaces, así como por su característica voz, comparada en numerosas ocasiones con la de Florentino Fernández (un parecido al que el propio Costilla aludió de forma cómica en especiales de Humor Amarillo). En sus primeros años como parte de Pressing Catch, Costilla interpretaba un personaje afín a los luchadores antagonistas o heels, mientras que Del Mar prefería situarse con los luchadores heroicos o faces, quedándo en un segundo plano ante el talento de Don Héctor del Mar.
De 2015 a 2017 presentó el programa de radio Oh! My LOL SON Estrella Galicia de la cadena SER y El Mundo Today junto a Xavi Puig, Kike García y Maika Makovski.

## Trayectoria
- Pecado Original (Telecinco)
- El Informal (Telecinco)
- Humor Amarillo (Cuatro)
- Pressing Catch (Cuatro)
- Slamball (Cuatro)
- Grand Prix Xpress (FORTA)
- Wrestling (Marca TV)
- Los vídeos caseros más divertidos de América (Disney Channel)
- La Charca (Disney Channel)
- Todo el mundo es bueno (Telecinco)
- El mundo today (Cadena Ser)
- Splatalot (Disney Channel)
- Ciento y la madre (Cuatro)
- RAW y SmackDown! Live (Neox)
- JaJa Show (Disney Channel)
- Family Feud (Antena 3)